# Pulaski (Illinois)
Pour les articles homonymes, voir Pulaski.
Pulaski est un village situé à l'ouest du comté de Pulaski dans l'Illinois, aux États-Unis,. Il est incorporé le 1er juillet 1898.

## Démographie
Lors du recensement de 2010, le village comptait une population de 206 habitants. Elle est estimée, en 2016, à 187 habitants.

### Source de la traduction
- (en) Cet article est partiellement ou en totalité issu de l’article de Wikipédia en anglais intitulé « Pulaski, Illinois » (voir la liste des auteurs).